# Rødstensuniversitet
Et rødstensuniversitet (engelsk: red brick university) er et uformelt begreb og navn på seks universiteter i England, der blev opført som røde murstensbygninger i en række større engelske industribyer i løbet af 1800-tallet. Hvert af disse universiteter opnåede universitetsstatus før 1. verdenskrig og blev oprindeligt grundlagt som borgervidenskabelige og/eller ingeniørvidenskabelige colleger.
Navnet anvendes især om de store universiteter i Birmingham, Liverpool, Leeds, Sheffield, Newcastle og Manchester. I begyndelsen refererede begrebet dog til uddannelsesinstitutionerne som "værende nye på det tidspunkt", en karakteristik givet af især de ældste universiteter i England, f.eks. University of Cambridge, University of Oxford, med flere. Siden da er den oprindelige beskrivelse ikke blevet brugt i denne betydning efter fremkomsten af de såkaldte plate glass-universiteter i 1960'erne med deres moderne arkitektur og omstrukturering af flere polytekniske skoler i 1992. De seks uddannelsesinstitutioner er medlemmer af Russell Group, hvilket potentielt giver adgang til to tredjedele af alle forskningsmidler i Storbritannien.
Udtrykket "redbrick" (rødsten) blev først opfundet af Edgar Allison Peers, en professor i spansk ved University of Liverpool. Under pseudonymet "Bruce Truscot" brugte han det til at beskrive denne type af universiteter i sin bog "Redbrick University" fra 1943. Denne reference var inspireret af det faktum, at Victoria-bygningen på universitetet i Liverpool var bygget af markante røde mursten dekoreret med ornamenter i terrakotta. Arkitekten Alfred Waterhouse tegnede også den store sal på University of Leeds, selv før sit projekt på University of Liverpool. Under alle omstændigheder stod denne sal først færdig flere år efter Victoria-bygningen.